# Lycaeides postauraca
Lycaeides postauraca är en fjärilsart som beskrevs av Beuret 1934. Lycaeides postauraca ingår i släktet Lycaeides och familjen juvelvingar. Inga underarter finns listade i Catalogue of Life.